# Aik Mnatsakanian
Aik Mnatsakanian (en búlgaro: Аик Мнацаканян, en armenio: Հայկ Մնացականյան; Ajalkalaki, Georgia, 14 de octubre de 1995) es un deportista búlgaro de origen armenio que compite en lucha grecorromana.
Ganó dos medallas de bronce en el Campeonato Mundial de Lucha, en los años 2018 y 2019, y dos medallas de bronce en el Campeonato Europeo de Lucha, en los años 2019 y 2022.

## Palmarés internacional
| Campeonato Mundial | Campeonato Mundial     | Campeonato Mundial | Campeonato Mundial |
| Año                | Lugar                  | Medalla            | Categoría          |
| ------------------ | ---------------------- | ------------------ | ------------------ |
| 2018               | Budapest (Hungría)     | Medalla de bronce  | 72 kg              |
| 2019               | Nursultán (Kazajistán) | Medalla de bronce  | 72 kg              |
| Campeonato Europeo |                        |                    |                    |
| Año                | Lugar                  | Medalla            | Categoría          |
| 2019               | Bucarest (Rumania)     | Medalla de bronce  | 72 kg              |
| 2022               | Budapest (Hungría)     | Medalla de bronce  | 77 kg              |